# 原里杏
原 里杏（はら りな、1998年11月28日 - ）は、日本のタレント、モデル。
東京都出身。EVOLUT所属。以前はチャームキッズに所属していた。

## 来歴・人物
牧野りな時代はキッズモデルとして主に雑誌、広告を中心に活躍した。2009年3月をもって契約終了した。
2010年5月、原里杏として改名し、芸能活動を復帰した。

## 出演

### 舞台
- FLYING PIRATES ネバーランド漂流記-featuringGUY'S- - ティンカーベル 役

### CM
- マクドナルド「ハッピーセット」
- セガトイズ

### 広告
- ウィルコム 総合カタログ
- Canon PIXUSプリントサンプル集

### 雑誌
- 小学館「ぷっちぐみ」
- 小学館 「小学四年生 2008年オーディショングランプリ」
- 辰巳出版 「ピュアピュア」

### DVD
- いもうとたちのプライベート映像　牧野りな編（2007年、アイマックス）
- U-15美少女倶楽部スペシャル　ふたりはいつも仲良し♪　行まゆか&牧野りな （2007年、アイマックス）
- U-15美少女倶楽部スペシャル4 ふたりは今日も仲良し!　行まゆか&牧野りな（2007年、アイマックス）

### デジタル写真集
- U-15美少女倶楽部<18>（アイマックス）
- U-15美少女倶楽部<31>（アイマックス）
- 美少女レッスン132 牧野りな 1st Lesson（チャームキッズ）
- 美少女レッスン153 牧野りな 2nd Lesson（チャームキッズ）
- 美少女レッスン178 牧野りな 3rd Lesson（チャームキッズ）